# Zoológico de Borås
El Zoológico de Borås (en sueco: Borås djurpark) es un parque zoológico de 40 hectáreas (99 acres) en el norte del centro de Boras, en el país europeo de Suecia. Tiene cerca de 500 animales de 80 especies diferentes. El zoológico fue fundado en 1962 por Sigvard Berggren, quien fue su director hasta 1969.
El zoológico de Borås es miembro de la Asociación Europea de Zoológicos y Acuarios (EAZA). Es el único zoológico en Suecia que dispone del elefante africano de sabana (Loxodonta africana).[cita requerida]